# The Best of Pantera: Far Beyond the Great Southern Cowboys' Vulgar Hits!
The Best of Pantera: Far Beyond the Great Southern Cowboys 'Vulgar Hits! es un álbum recopilatorio de la banda de Groove Metal Pantera, publicado el 23 de septiembre de 2003. El título de la compilación es una combinación de los títulos de los cuatro discos de los 90' con Phil Anselmo (Far Beyond Driven, The Great Southern Trendkill, Cowboys from Hell, Vulgar Display of Power). La recopilación incluye un CD de audio de dieciséis pistas publicadas anteriormente, más un DVD con doce vídeos de música, dos de ellos en vivo. Las pistas del CD incluyen canciones de los seis discos con Phil Anselmo (dos de Cowboys from Hell, tres de Vulgar Display of Power, cuatro de Far Beyond Driven, uno de The Great Southern Trendkill, uno de Official Live: 101 Proof, y Reinventing the Steel), así como su cover de Ted Nugent "Cat Scratch Fever" de la banda sonora de Detroit Rock City y su versión de Black Sabbath "Hole in the Sky" de Revolution Is My Name EP, todos en orden cronológico. Este álbum recopilatorio alcanzó el # 38 en el Billboard Top 200 Chart.

## Lista de canciones
1. "Cowboys from Hell" – 4:06
2. "Cemetery Gates" – 7:03
3. "Mouth for War" – 3:57
4. "Walk" – 5:16
5. "This Love" – 6:34
6. "I'm Broken" – 4:24
7. "Becoming" – 3:07
8. "5 Minutes Alone" – 5:51
9. "Planet Caravan" Black Sabbath (Osbourne, Iommi, Butler, Ward) – 4:04
10. "Drag the Waters" – 4:57
11. "Where You Come From" – 5:13
12. "Cat Scratch Fever" (Ted Nugent) – 3:49
13. "Revolution Is My Name" – 5:19
14. "I'll Cast a Shadow" – 5:19
15. "Goddamn Electric" – 4:57
16. "Hole in the Sky" Black Sabbath cover (Osbourne, Iommi, Butler, Ward) – 4:16

- Datos: Q1753678